# Бердес Олександр Миколайович
Олекса́ндр Микола́йович Бердес (16 вересня 1979, Жашків, Черкаська область — 9 лютого 2015, Логвинове, Донецька область) — український військовий, молодший сержант, військовослужбовець 30-ї окремої механізованої бригади Збройних Сил України.

## Біографія
Народився 16 вересня 1979 року в місті Жашків, Черкаської області.
Навчався у Жашківській школі № 3. Згодом продовжив навчання у професійно-технічному училищі № 38, м. Жашків. У 1997 році був призваний до Збройних сил України. Після демобілізації працював на різних посадах у Жашкові.
21 серпня 2014 року був мобілізований до Збройних Сил України та направлений в 30 окрему механізовану бригаду (місто Новоград-Волинський, Житомирська область).

## Обставини загибелі
Зник безвісти 9 лютого 2015 року, коли дві машини 30-ї механізованої бригади потрапили під обстріл поблизу села Логвинове у верхній частині «дебальцівського виступу» на трасі між населеними пунктами Дебальцеве і Артемівськ (Донецька область). Олександр Бердес разом із п'ятьма бойовими побратимами поїхав по боєприпаси до Слов'янська, але бойовики влаштували на дорозі засідку.
Згодом в Інтернеті з'явилося відео, як бойовики знущаються над трьома полоненими українськими військовиками. Рідні впізнали на цьому відео Олександра. Разом з ним потрапили до полону військовослужбовці 30-ї ОМБР Василь Демчук та Павло Плацинський. Це відео оприлюднив також російський телеканал «Дождь».
Як з'ясувалося пізніше, 9 лютого 2015 року бойовики розстріляли пораненого Олександра Бердеса, Василя Демчука та Павла Плацинського. Тіла вбитих прикопали в лісосмузі неподалік села Логвинове, Артемівського району Донецької області. Згодом волонтери групи «Патріот» знайшли тіла бійців.
Похований 9 квітня 2015 року в місті Жашків, Черкаської області..

## Нагороди
- Орден «За мужність» III ступеня, посмертно (13 серпня 2015) — за особисту мужність і високий професіоналізм, виявлені у захисті державного суверенітету та територіальної цілісності України, вірність військовій присязі[4]